# Kosów (gmina w województwie poleskim)
Kosów (rzadziej Kossów) – dawna gmina wiejska istniejąca do 1939 roku w woj. poleskim (obecnie na Białorusi). Siedzibą gminy był Kosów Poleski, który stanowił odrębną gminę miejską (2433 mieszk. w 1921 roku).
Początkowo gmina należała do powiatu słonimskiego. 12 grudnia 1920 r. została przyłączona do nowo utworzonego powiatu kosowskiego pod Zarządem Terenów Przyfrontowych i Etapowych. 19 lutego 1921 r. wraz z całym powiatem weszła w skład nowo utworzonego województwa poleskiego. 1 kwietnia 1935 roku, po zniesieniu powiatu kosowskiego gmina (łącznie z Kosowem) weszła w skład nowego powiatu iwacewickiego w tymże województwie.
Po wojnie obszar gminy Kosów wszedł w struktury administracyjne Związku Radzieckiego.